# Пухольс, Альберт
Хосе́ Альбе́рто Пухо́льс Алька́нтара (исп. José Alberto Pujols Alcántara, род. 16 января 1980 года в Санто-Доминго) — доминиканский профессиональный бейсболист, выступавший в Главной лиги бейсбола. Считается одним из лучших бейсболистов современности, в 2008 году по результатам опроса менеджеров 30 команд лиги был признан самым лучшим отбивающим в MLB. Трижды, в 2005, 2008 и 2009 годах, признавался самым ценным игроком Национальной лиги.

## Биография
Пухольс родился и вырос в Санто-Доминго. Его отец Бьенвенидо привил сыну любовь к бейсболу в раннем возрасте. Любимым игроком Альберта был Хулио Франко. В 1996 году Пухольс с семьёй эмигрировал из Доминиканской Республики в США, поселился в Нью-Йорке. Семья не прижилась в большом городе и вскоре переехала в Индепенденс, штат Миссури, где Альберт в 1998 году окончил старшую школу Форт-Осадж. На школьном уровне он добился значительных успехов в бейсболе, дважды признавался лучшим игроком штата среди учащихся старших классов. Весной 1999 года посещал в общественный колледж Марпл-Вудс в Канзас-Сити, получал там спортивную стипендию. Он отыграл один сезон за команду колледжа, после чего решил стать профессиональным бейсболистом.
В 1999 году Пухольс был выбран на драфте Главной лиги бейсбола (МЛБ) в 13 раунде под общим 402-м номером клубом «Сент-Луис Кардиналс». Ему был предложен контракт на 10 тысяч долларов, от которого он отказался и отправился выступать в региональную лигу в Канзасе, где платили больше. В конце лета «Кардиналс» увеличили сумму контракта до 60 тысяч и Альберт принял это предложение. В начале своей профессиональной карьеры он выступал за фарм-клубы «Кардиналс», в 2000 году был отправлен в команду «Пеория Чифс» из Среднезападной лиги и был признан самым ценным игроком этой лиги. Пухольс быстро прогрессировал, выступая сначала за «Потомак Кэннонс», а затем за «Мемфис Редбёрдс».
В 2001 году руководство «Кардиналс» вновь собиралось отправить Пухольса на стажировку, но он хорошо показал себя на тренировках, к тому же травму получил Бобби Бонилла (на тот момент основной игрок третьей базы), что позволило Пухольсу получить место в составе «Сент-Луис Кардиналс» перед началом сезона. Поначалу он играл преимущественно на третьей базе, иногда занимая позицию одного из аутфилдеров или игрока первой базы. Свой первый сезон он провёл на очень высоком уровне, был приглашён на матч всех звёзд, сделал 37 хоум-ранов и единогласно признан лучшим новичком Национальной лиги. В сезоне 2002 Пухольс сделал 34 хоум-рана, занял второе место в опросе на звание самого ценного игрока лиги после Барри Бондса, а «Кардиналс» заняли первое место в своём дивизионе и дошли до финала чемпионата лиги.
В сезоне 2003 Пухольс после двух сезонов, в которых его место на поле постоянно менялось, утвердился как игрок первой базы, в этом сезоне он стал чемпионом лиги по отбиваниям, был лучшим по ранам, хитам и даблам, вновь стал вторым в опросе на звание самого ценного игрока лиги. «Кардиналс», несмотря на старания своего игрока, не смогли выйти в плей-офф.
20 февраля 2004 года Пухольс подписал со своим клубом новый семилетний контракт на сумму 100 миллионов долларов. В сезоне 2004 он был одним из лучших в лиге, был признан самым ценным игроком финальной серии Национальной лиги, помог команде дойти до Мировой серии, где «Кардиналс» уступили «Бостон Ред Сокс». В сезоне 2005 Пухольс сделал свой 200-й хоум-ран, был лучшим в команде по большинству показателей и впервые был признан самым ценным игроком Национальной лиги.
В сезоне 2006 Пухольс установил рекорд МЛБ по количеству хоум-ранов в первый месяц сезона (14), который в следующем сезоне повторил Алекс Родригес из «Нью-Йорк Янкис». Летом 2006 года Пухольс получил свою первую серьёзную травму, из-за которой пропустил 15 игр сезона, тем не менее он помог команде выиграть Мировую серию, а сам вновь занял второе место в опросе на звание самого ценного игрока, также были признаны его заслуги как защитника, за что он получил по итогам сезона приз «Золотая перчатка».
Сезон 2007 не был особо успешным для «Кардиналс» и Альберта Пухольса, но в следующем он вновь выступил очень ярко. В апреле 2008 года он сделал свой 300-й хоум-ран в карьере. На протяжении 42 игр он хотя бы раз за игру захватывал базу. Это была самая длинная серия в бейсболе с 1999 года. По итогам сезона он был признан лучшим игроком по версии Союза игроков (в голосовании по определению лучшего принимают участие все члены союза, то есть все действующие бейсболисты МЛБ) и во второй раз самым ценным игроком Национальной лиги.
Став по окончании сезона 2011 года свободным агентом, Пухольс подписал в декабре десятилетний контракт с клубом «Лос-Анджелес Энджелс» на сумму 254 миллиона долларов.
Занимает шестое место в истории MLB по количеству хоум-ранов за карьеру.